# Кокошешть (Прахова)
Кокошешть, Кокошешті (рум. Cocoșești) — село у повіті Прахова в Румунії. Входить до складу комуни Пеулешть.
Село розташоване на відстані 63 км на північ від Бухареста, 7 км на північний захід від Плоєшті, 78 км на південь від Брашова.

## Населення
За даними перепису населення 2002 року у селі проживали 769 осіб, усі — румуни. Усі жителі села рідною мовою назвали румунську.